# سيمون راتكليف
سيمون راتكليف (بالإنجليزية: Simon Ratcliffe)‏ هو لاعب كرة قدم بريطاني في مركز الدفاع، ولد في 8 فبراير 1967 في Davyhulme ‏ في المملكة المتحدة. لعب مع مانشستر يونايتد ونادي برينتفورد ونادي غيلينغهام ونورويتش سيتي.

## وصلات خارجية
- سيمون راتكليف على موقع قاعدة بيانات كرة القدم.إي يو (الإنجليزية)
- سيمون راتكليف على موقع Soccerbase.com (لاعب) (الإنجليزية)
- سيمون راتكليف على موقع عالم كرة القدم.نت (الإنجليزية)